# Гардыга, Макар Васильевич
Макар Васильевич Гардыга — советский хозяйственный, государственный и политический деятель, Герой Социалистического Труда.

## Биография
Родился в 1907 году в Подольской губернии. Член КПСС.
С 1920 года — на хозяйственной, общественной и политической работе. В 1920—1980 гг. — на местном сахарном заводе, лампонос и разнорабочий в шахте, на Новогродовском керамическом заводе, председатель завкома заводского профсоюза, заместитель директора, директор Очеретянского керамического завода, эвакуирован в Челябинск, начальник Днепропетровского комбината производственных предприятий «Главюжстроя», директор Славянского керамического комбината Министерства промышленности строительных материалов Украинской ССР
Указом Президиума Верховного Совета СССР от 12 мая 1977 года присвоено звание Героя Социалистического Труда с вручением ордена Ленина и золотой медали «Серп и Молот».
Умер в Славянске в 1991 году.